# Pléven
Pléven (tiếng Breton: Pleven) là một xã của tỉnh Côtes-d'Armor, thuộc vùng Bretagne, tây bắc Pháp.

## Dân số
Người dân ở Pléven được gọi là Plévennais.